# حسین سناپور
حسین سناپور (زاده ۱۳۳۹) نویسنده‌ی ایرانی است.  داستان‌نویسی را از اوایل دهه‌ی شصت، به‌صورت خودآموز، آغاز کرد. از سال ۱۳۶۸ با حضور در کلاس‌های هوشنگ گلشیری دوره‌ی تازه‌ای در داستان‌نویسی او آغاز شد. رمان او با عنوان نیمه‌ی غایب از جمله پرفروش‌ترین رمان‌های معاصر فارسی است که به چاپ بیست‌ودوم رسیده‌ است.

## زندگی
سناپور در سال ۱۳۳۹ در تهران به‌دنیا آمد. (شناسنامه اش صادره از کرج است). درس‌خواندهٔ رشتهٔ منابع طبیعی از دانشگاه تهران است.از اوائل دهه‌ی هفتاد به روزنامه‌نگاری روی آورد. 
اولین کتاب‌هایی که از او منتشر شد، دو رمان برای نوجوانان بود: پسران دهکده (۱۳۶۹) و افسانه و شب طولانی (۱۳۷۱).سپس به روزنامه‌نگاری روی آورد و در روزنامه همشهری و زن و حیات‌نو و صدای عدالت شروع به همکاری کرد. مدتی هم بر کار گردآوری و چاپ داستان‌های مجله‌ی گردون نظارت داشت. اولین رمان‌اش نیمهٔ غایب را در ۱۳۷۸ منتشر کرد. 
این رمان برای او جوایز مختلفی را به ارمغان آورد. جایزه‌ی مهرگان در سال ۱۳۷۹ و جایزه‌ی یلدا( به‌طور مشترک) در سال ۱۳۸۰. در سال ۱۳۸۰ کتابی در شناخت زندگی و آثار هوشنگ گلشیری به نام همخوانی کاتبان تألیف و منتشر کرد. او از سال ۱۳۷۹ تاکنون مشغول تدریس داستان‌نویسی است.

### داستان کوتاه و رمان
- ۱۳۷۸ - نیمه‌ی غایب، برندهٔ جایزهٔ مهرگان ادب در سال ۱۳۷۹ و جایزه یلدا (به طور مشترک) در سال ۱۳۸۰
- ۱۳۸۲ - ویران می‌آیی
- ۱۳۸۳ - با گارد باز
- ۱۳۸۴ - سمت تاریک کلمات، برنده بهترین مجموعه داستان کوتاه در ششمین دوره جایزهٔ هوشنگ گلشیری
- ۱۳۸۸ - شمایل تاریک کاخ‌ها
- ۱۳۹۰ - لب بر تیغ
- ۱۳۹۳ - دود
- ۱۳۹۴ - سپیدتر از استخوان
- ۱۳۹۶- خاکستر
- ۱۳۹۷ - آتش
- ۱۳۹۸ - مخلوقات غریب
- ۱۴۰۰ - کلاه‌گردانی میان آس‌وپاس‌ها/ نشر برج

### دربارهٔ داستان‌نویسی
- ۱۳۸۰ - همخوانی کاتبان
- ۱۳۸۳ - ده جستار داستان‌نویسی(درس نامه‌های داستان‌نویسی)
- ۱۳۸۷ - جادوهای داستان(چهار جستار داستان‌نویسی)
- ۱۳۸۹ - یک شیوه برای رمان‌نویسی
- ۱۳۹۵- تودرتویی شگردها
- ۱۳۹۷- آغاز کننده‌گان رمان مدرن ایران (تحلیل رمان‌های بوف کور، سنگی بر گوری، سنگ صبور، خروس، شازده احتجاب، کریستین و کید، آشغالدونی، ملکوت)
- ۱۴۰۲- مردی میان دوسنگ آسیاب( تحلیل داستان‌های کوتاه برگزیده‌ی جلال آل احمد و شرحی بر داستان‌نویسی او)/ نشر بازتاب نگار

### شعر
- ۱۳۸۹ - سیاهه‌ی من
- ۱۳۹۲ - خانه‌ی این تابستان
- ۱۳۹۲ - آداب خداحافظی
- ۱۳۹۴ - مهلکه

### گردآوری داستان‌های دیگران
- مجموعه‌داستان‌های پرسه  (۴ و ۱،۲،۳)

## جوایز
- ۱۳۷۸ - مهرگان ادب برای نیمهٔ غایب.
- ۱۳۸۱ - جایزه ادبی یلدا.
- ۱۳۸۵ - ششمین دوره جایزهٔ هوشنگ گلشیری. برنده بهترین مجموعه داستان کوتاه برای سمت تاریک کلمات.
- ۱۳۹۸ - مجموعه داستان مخلوقات غریب [۲]در سومین دوره جایزه احمد محمود جزو سه کاندیدای نهایی بوده است.

## نمونه‌ای از آثار
- ویران می‌آیی، داستان سوم: نام تو گنج من است

بوی گندِ شاش توی پرزهای پتو می‌دود توی دماغم. الان یادم می‌رود، الان که بخوابم. اگر زُق زُق پام بگذارد. اگر نخارد. نمی‌توانم حتی دست‌ام را دراز کنم به خاراندنش. تن‌ام را نمی‌تواند بیندازد حتی به جُم خوردن. کاری‌اش نباید داشته باشم. گفتم هر چیز را که یادم بود. تو زنی، تو زنی! وگرنه با کفش‌ات نمی‌زدی. لب‌ام باد دارد، خونِ مرده. سفت است، می‌سوزد، زبانم که می‌خورد به‌اش. نگاه‌ام می‌کرد اگر این‌جوری می‌دیدم، مثل وقتی که با مادرم دعوا کرده بودم، مثل وقتی که توی تاکسی یک لَش دست گذاشته بود روی پام.

## دیدگاه‌ها
سناپور از جمله ۱۴۰ هنرمند ایرانی بود که با امضاء طوماری در مورخ ۲۲ خرداد ۱۳۹۲، همراه با سایر اصلاح‌طلبان و اعتدالگرایان، ضمن قدردانی انصراف عارف به نفع روحانی، از نامزدی حسن روحانی در انتخابات ریاست جمهوری ۱۳۹۲ حمایت علنی کرد.